# Belin (Rumunia)
Belin (węg. Bölön) – wieś w Rumunii, w okręgu Covasna, w gminie Belin. W 2011 roku liczyła 1370 mieszkańców.